# ジビニルクロロフィリドa 8-ビニルレダクターゼ
ジビニルクロロフィリドa 8-ビニルレダクターゼ（divinyl chlorophyllide a 8-vinyl-reductase, 4VCR）は、ポルフィリンおよびクロロフィル代謝酵素の一つで、次の化学反応を触媒する酸化還元酵素である。
クロロフィリドa + NADP+ {\displaystyle \rightleftharpoons } ジビニルクロロフィリドa + NADPH + H+
反応式の通り、この酵素の基質はクロロフィリドaとNADP+、生成物はジビニルクロロフィリドaとNADPHとH+である。
組織名はchlorophyllide-a:NADP+ oxidoreductaseである。